# كيباوني
كيباوني هي قرية فيجزيرة أنغوجا التنزانية ، وهي جزء من زنجبار . تقع في وسط شمال الجزيرة ، على بعد أربعة كيلومترات إلى الشرق من مكوكوتوني.